# 新みやぎ農業協同組合
新みやぎ農業協同組合（しんみやぎのうぎょうきょうどうくみあい）は、宮城県栗原市に本店を置く農業協同組合である。JA新みやぎともいう。

## 概要
2019年7月1日、宮城県北のみどりの・南三陸・栗っこ・あさひな・いわでやまの各農協と合併して「新みやぎ農業協同組合」となった。コメの販売額で全国1位、組合員数で11位の規模の農業協同組合である。
宮城県北部、県土の三分の一にあたる栗原市、気仙沼市、南三陸町、登米市津山町、富谷市、大和町、大郷町、大衡村、大崎市岩出山・鳴子温泉・鹿島台・松山・田尻、美里町、涌谷町の3市5町1村6地区を管轄する。
発足時には、旧5農協に本部を残す地区本部制を採用するが、最長3年をめどに解消し、一本化するとしている。
存続組合は、みどりの農業協同組合であり、本店は栗原市の旧玉沢小学校跡を活用する。

## 沿革

### みどりの農業協同組合
- 1989年3月 - 田尻中央、宮城田尻両農協が合併し、田尻町農協が発足。[4]
- 1989年7月 - 小牛田町農協が中埣農協と合併。[4]
- 1996年3月 - 宮城松山町、鹿島台町、涌谷町、涌谷黄金、箟岳、宮城田尻町、沼部、大貫、小牛田町、宮城南郷各農協が合併し、みどりの農協が発足。[4]
- 2019年1月23日 - 新みやぎ農協が発足し、消滅。

### 栗っこ農業協同組合
- 1990年3月 - 栗駒町、鶯沢町、尾松各農協が合併し、栗駒農協が発足。[4]
- 1996年4月 - 築舘、若柳町、栗駒、高清水町、一迫町、瀬峰町、金成町、志波姫町が合併し、栗っこ農協が発足。[4]
- 2019年1月23日 - 新みやぎ農協が発足し、消滅。

### あさひな農業協同組合
- 1997年4月 - 宮城大和町、大和町鶴巣、大和町落合、大郷町、富谷町、大衡村各農協が合併し、あさひな農協が発足。[4]
- 2019年1月23日 - 新みやぎ農協が発足し、消滅。

### いわでやま農業協同組合
- 1997年4月 - 岩出山町、西大崎、真山、一栗各農協が合併し、いわでやま農協が発足。[4]
- 2003年12月 - 鳴子町農協と合併。[4]
- 2019年1月23日 - 新みやぎ農協が発足し、消滅。

### 南三陸農業協同組合
- 1995年3月 - 本吉町津谷、本吉小泉、本吉町大谷各農協が合併し、本吉町農協が発足。[4]
- 1999年4月 - 志津川町、歌津町、本吉町、津山町各農協が合併し、南三陸農協が発足。[4]
- 2001年7月 - 気仙沼市＋気仙沼市階上と合併。[4]
- 2019年1月23日 - 新みやぎ農協が発足し、消滅。

### 新みやぎ農業協同組合
- 2017年7月31日 - みどりの（美里町、涌谷町、大崎市）、栗っこ（栗原市）、南三陸（気仙沼市、南三陸町、登米市津山町）、古川（大崎市）、いわでやま（大崎市）、あさひな（黒川郡）、加美よつば（色麻町）、いしのまき（石巻市）各農協と、2019年春の合併を目指し、合併推進協議会を設立[5][注 1]。
- 2019年1月23日 - 5農協による合併議案可決[6]。
- 2019年7月1日 - 広域合併。新みやぎ農業協同組合となる。

### 注
1. ↑  2018年1月にいしのまき農協は合併協議から離脱。さらに翌月には加美よつば農協も合併協議から離脱。7月には古川農協も理事会の決定で合併協議から離脱した。